# 陸軍軽航空司令部 (フランス陸軍)
陸軍軽航空司令部（りくぐんけいこうくうしれいぶ、フランス語：Commandement de l'aviation légère de l'armée de Terre：ALAT）は、フランス陸軍の機関のひとつ。

## 沿革
- 1954年11月22日：陸軍軽航空司令部が創設される。

## 任務
陸軍参謀総長の直轄機関として、陸軍航空部隊の運用を担い航空作戦の実施と訓練及び管理整備を行う。
司令部は4つの部からなる。
- 部隊運用部
- 航空機整備部
- 兵站情報管理部
- 航空通信管制部

## 部隊
- 第4航空旅団